# Wetterschiff

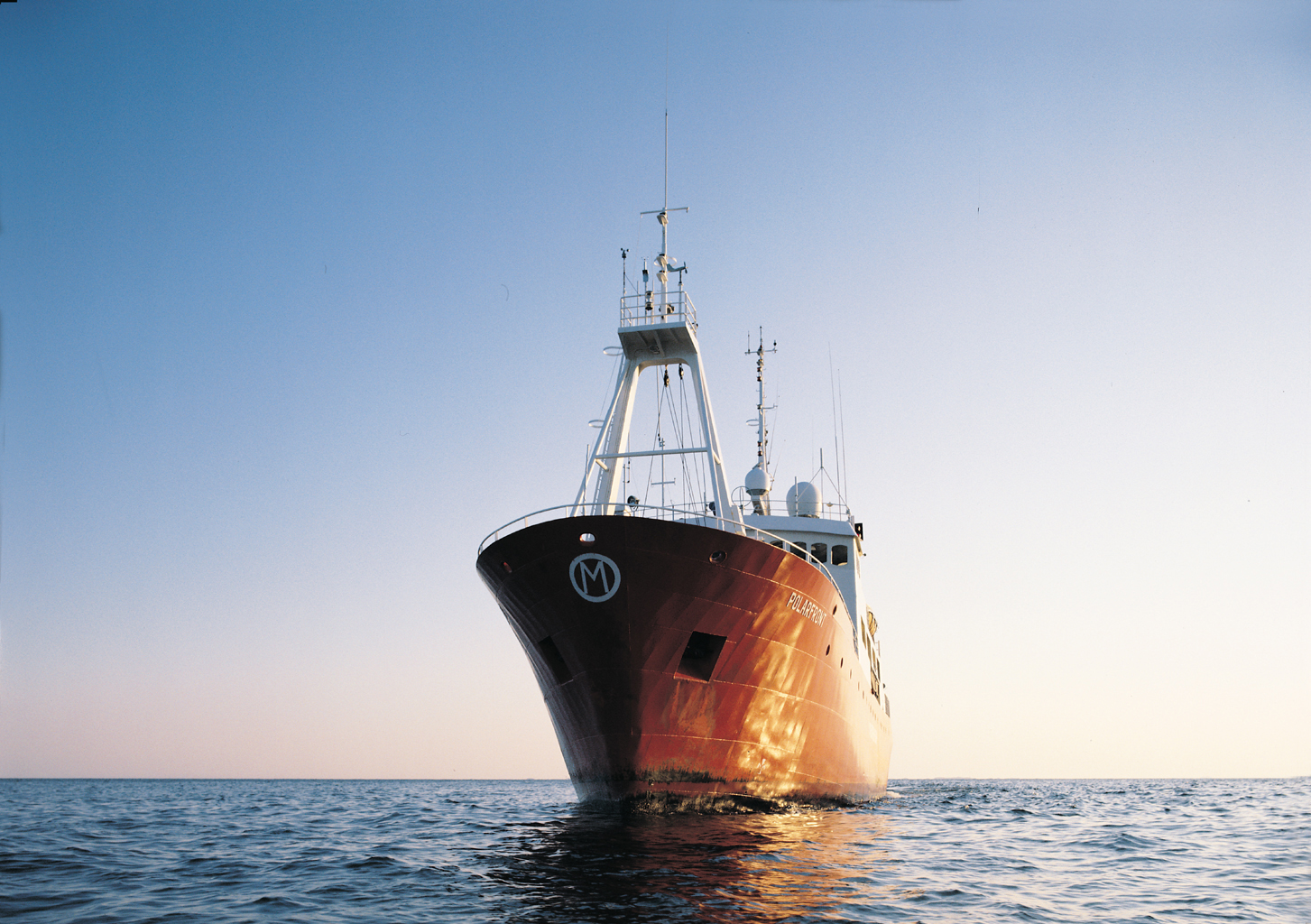
Das norwegische Wetterschiff Polarfront auf Station in der Norwegischen See

Ein Wetterschiff oder Wetterbeobachtungsschiff ist ein stationsfestes Schiff auf dem Ozean, das mit meteorologischen Messinstrumenten ausgerüstet ist. Auf diesem werden durchgängig meteorologische Beobachtungen erstellt.
In den Jahren 1900 bis 1906 unternahm der deutsche Meteorologe Peter Polis mehrere Dienstreisen zum Büro für Wetterdienste im Department of Agriculture der amerikanischen Regierung in Washington, D.C., die für ihn zugleich auch Forschungsreisen waren. Ausgehend von seinen dabei gesammelten Erfahrungen setzte er sich maßgeblich für eine internationale Kooperation zur Einrichtung drahtlosen telegraphischen Messnetzes mit Hilfe ausgewählter Handels- oder Postschiffe und damit für mehrfache tägliche und schnelle Wettervorhersagen ein. Dies untermauerte er während seiner verschiedenen Überfahrten mit zahlreichen Testläufen, an denen teilweise bis zu neun Schiffe beteiligt waren, sowie mit detailgenauen Forschungsberichten über die aktuellen Seewetterlagen.

## Wetterschiffe im Zweiten Weltkrieg

### Wetterschiffe der Alliierten

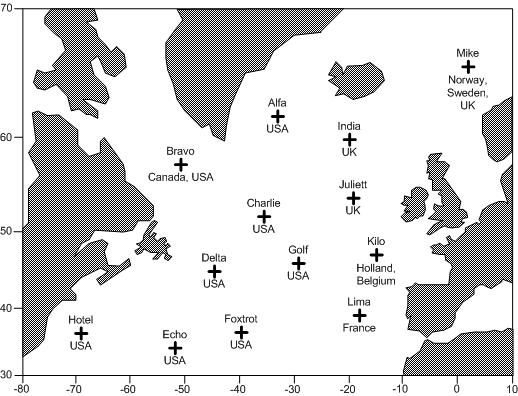
Wetterschiffstationen im Nordatlantik

1941 wurde von den Alliierten ein Netzwerk von elf stationären Wetterschiffstationen im Nordatlantik aufgebaut, das neben der Wetterbeobachtung und Navigationshilfe als Plattform zur Seenotrettung von Piloten und Schiffbrüchigen während des Zweiten Weltkriegs ausgelegt wurde und dann dreißig Jahre in Betrieb blieb.

### Wetterschiffe der Kriegsmarine
Die Kriegsmarine unterhielt zahlreiche Wetterbeobachtungsschiffe (WBS); deren WBS-Nummern wurden teilweise (1, 2, 3, 4, 6 und 11) mehrfach wiederverwandt.
| Wetterbeobachtungsschiffe (WBS) der Kriegsmarine |                                    |                                                             |
| WBS Nummer                                       | Name                               | Verbleib                                                    |
| 1                                                | Sachsen Wuppertal                  | gesunken 17.03.1941 gesunken 01.1945                        |
| 2                                                | Coburg Fritz Homann                | als WBS 4 gesunken nicht mehr eingesetzt                    |
| 3                                                | Lauenburg Carl J. Busch            | gesunken 28.06.1941 verschrottet 1979                       |
| 4                                                | Hinrich Freese Fritz Homann Coburg | gesunken 16.11.1940 als WBS 2 im Dienst gesunken 18.11.1943 |
| 5                                                | Adolph Vinnen                      | gesunken 24.10.1940                                         |
| 6                                                | München Kehdingen                  | gekapert 07.05.1941 gesunken 01.09.1944                     |
| 7                                                | Sachsenwald                        | ab 1941 als Vorpostenboot in Dienst                         |
| 8                                                | August Wriedt                      | gekapert 29.05.1941                                         |
| 9                                                | Merceditta                         | nicht mehr eingesetzt                                       |
| 10                                               | Windhuk                            | nicht mehr eingesetzt                                       |
| 11                                               | Hessen Externsteine                | als WBS 4 eingesetzt 16.10.1944 gekapert                    |

## Wetterschiffe nach dem Zweiten Weltkrieg
Seit den 1960er Jahren wird das Wetterschiff fast ganz von Wettersatelliten, Wetterbojen oder Langstreckenflugzeugen abgelöst. Das letzte noch verbliebene Wetterschiff, die Polarfront auf 66°N 02°O, wurde nach Plänen der norwegischen Regierung zum Ende des Jahres 2009 außer Dienst gestellt, was zu Protesten von Klimaforschern führte.
Neben den normalen Wetterschiffen können auch Handelsschiffe Wettermeldungen absetzen.
Der Umfang der Wetterbeobachtung auf einem Wetterschiff umfasst die gleichen Wetterelemente wie eine Beobachtung an einer Landstation, erweitert um Elemente wie Wassertemperatur, Wellenhöhe, Wellenperiode, die Richtung, aus der die Wellen kommen, Höhe einer vorhandenen Dünung sowie deren Richtung.